# 前马厂胡同
前马厂胡同，是北京市西城区北部的胡同。

## 简介
前马厂胡同平面呈“厂”字形，东到旧鼓楼大街，西段向南折至鼓楼西大街。全长370米，平均宽度为3米。明朝与后马厂胡同合称“马厂胡同”。据说此处原称“养马场胡同”，是明朝官马饲养场，后来才逐渐谐音称为“养马厂胡同”、“马厂胡同”。清朝将马厂胡同析分为南北两条胡同，该胡同在南侧，故得名“前马家厂”，俗称“前马厂”。1965年北京市整顿地名，将果子观并入，定名为“前马厂胡同”。“果子观”是原先从前马厂西部通到鼓楼西大街的岔路，一直到1980年代当地居民还将这一段称为“果子观”。前马厂胡同中部有另一条岔路，南北走向，向南通向西魏胡同。
据说，清朝将马厂胡同一分为二始自雍正年间，此前这里应是八旗马圈。清朝中期，此地成了内务府官员“钟杨家”的宅院。钟杨家是内务府汉军镶黄旗人，汉姓杨。钟杨家到了钟祥（字云亭）考中进士，累官至山东按察使、浙江布政使、山东巡抚、闽浙总督、库伦办事大臣、河道总督等职。史書記載，钟杨家“庐舍连云，几遍前后两街，四乡田地尤广，存终年取不尽之租”。这里的“前后两街”便指钟杨家的宅院占地前马厂、后马厂这两条胡同。钟杨家宅院今仍存原有格局，但建筑已面目全非，已成居民杂居的“大杂院”。